# Словенија на Светском првенству у атлетици на отвореном 2022.
Словенија је на 18. Светском првенству у атлетици на отвореном 2022. одржаном у Јуџину од 15. до 25. јула учествовала петнаести пут, односно учествовала је под данашњим именом на свим првенствима од 1993. до данас. Репрезентацију Словеније представљало је 10 такмичара (3 мушкараца и 7 жена) који су се такмичили у 10 дисциплина (3 мушке и 7 женских).,
На овом првенству представници Словеније су освојили 1 медаљу (1 златна). Овим успехом Словенија атлетска репрезентација је делила 22 место у укупном пласману освајача медаља. У табели успешности према броју и пласману такмичара који су учествовали у финалним такмичењима (првих 8 такмичара) Словенија је са 3 учесника у финалу делила 22. место са 15 бодова.
| Плас. | Земља     | 1. место | 2. место | 3. место | 4. место | 5. место | 6. место | 7. место | 8. место | Бр. финал. | Бод. |
| ----- | --------- | -------- | -------- | -------- | -------- | -------- | -------- | -------- | -------- | ---------- | ---- |
| =22   | Словенија | 1        | 0        | 0        | 1        | 0        | 0        | 1        | 0        | 3          | 15   |

## Учесници
| Мушкарци: - Жан Рудолф — 800 м - Роберт Ренер — Скок мотком - Кристјан Чех — Бацање диска | Жене: - Анита Хорват — 400 м, 800 м - Јернеја Смонкар — 800 м - Агата Зупин — 400 м препоне - Маруша Мишмаш-Зримшек — 3.000 м препреке - Лиа Апостоловски — Скок увис - Тина Шутеј — Скок мотком - Неја Филипич — Троскок |

## Освајачи медаља (1)

### Злато (1)
- Кристјан Чех — Бацање диска

## Резултати

### Мушкарци
| Атлетичар        | Дисциплина   | Лични рекорд | Квалификације | Квалификације | Полуфинале           | Полуфинале           | Финале               | Финале       | Детаљи |
| Атлетичар        | Дисциплина   | Лични рекорд | Резултат      | Место         | Резултат             | Место                | Резултат             | Место        | Детаљи |
| ---------------- | ------------ | ------------ | ------------- | ------------- | -------------------- | -------------------- | -------------------- | ------------ | ------ |
| Жан Рудолф       | 800 м        | 1:45,15 НР   | 1:49,87       | 7. у гр. 6    | Није се квалификовао | Није се квалификовао | Није се квалификовао | 39 / 42 (45) |        |
| Херман Кјаравиљо | Скок мотком  | 5,75 НР      | 5,30          | 15. у гр А    |                      |                      | Није се квалификовао | 27 / 28 (32) |        |
| Кристјан Чех     | Бацање диска | 71,27 НР     | 68,23 КВ      | 2. у гр. А    | 71,13 РСП            |                      |                      |              |        |

### Жене
| Атлетичарка           | Дисциплина       | Лични рекорд | Квалификације   | Квалификације | Полуфинале            | Полуфинале            | Финале                | Финале  | Детаљи |
| Атлетичарка           | Дисциплина       | Лични рекорд | Резултат        | Место         | Резултат              | Место                 | Резултат              | Место   | Детаљи |
| --------------------- | ---------------- | ------------ | --------------- | ------------- | --------------------- | --------------------- | --------------------- | ------- | ------ |
| Анита Хорват          | 400 м            | 51,22 НР     | 52,67           | 6. у гр. 4    | Није се квалификовала | Није се квалификовала | Није се квалификовала | 33 / 43 |        |
| Анита Хорват          | 800 м            | 2:00,31      | 2:01,48 КВ      | 2. у гр. 2    | 1:59,60 кв, ЛР        | 3. у гр. 3            | 1:59,83               | 7 / 45  |        |
| Јернеја Смонкар       | 800 м            | 2:02,30      | 2:02,48         | 6. у гр. 6    | Није се квалификовала | Није се квалификовала | Није се квалификовала | 31 / 45 |        |
| Маруша Мишмаш-Зримшек | 3.000 м препреке | 9:14,84 НР   | 9:17,14 КВ, ЛРС | 2. у гр. 3    |                       |                       | 9:40,78               | 14 / 42 |        |
| Лиа Апостоловски      | Скок увис        | 1,92         | 1,90 кв         | 6. у гр. Б    | 1,89                  | 12 / 29 (30)          |                       |         |        |
| Тина Шутеј            | скок мотком      | 4,76 НР      | 4,35 КВ         | 6. у гр. А    | 4,70                  | 4 / 28 (30)           |                       |         |        |
| Неја Филипич          | Троскок          | 14,42        | 14,05           | 11. у гр. А   | Није се квалификовала | 16 / 28               |                       |         |        |